# 堺泉北港
堺泉北港（さかいせんぼくこう）は、大阪府堺市（堺区・西区）、高石市、泉大津市にまたがる港湾。
大阪湾に注ぐ大和川 - 大津川間に位置し、北は大阪港、南西は阪南港に隣接する。港湾法上の国際拠点港湾に指定されている。港湾管理者は大阪府。2020年10月1日から大阪港湾局の所管となったが、港湾管理者は変更されない。
港則法・関税法上は大阪港の港域を拡大する形で大阪港の一部とみなされ、大阪港堺区・大阪港泉北区、後に統合して大阪港堺泉北区となっていた。2007年12月1日からは神戸港・尼崎西宮芦屋港・大阪港（港湾法上の大阪港・堺泉北港）の港域を統合した阪神港の一部とみなされ、阪神港堺泉北区となっている。
1969年3月28日に、堺泉北臨海工業地帯とともに整備された特定重要港湾（現・国際拠点港湾）の堺港（堺市）と地方港湾の泉北港（高石市・泉大津市）を統合して特定重要港湾の堺泉北港となった。1995年、運輸省によるエコポートモデル事業に指定され、堺2区沖に人工干潟が造成された。臨海工業地帯の企業が有する専用岸壁の取扱いが多く、取扱貨物量の約7割を占める。一方でフェリーや海上コンテナの取扱量は少ないのが特徴。
2008年から、国と大阪府によって、大規模災害時に救援物資の搬入・搬出支援などを行う基幹的広域防災拠点の整備が行われている。また、大阪府によって海上輸送基地(防災拠点港)に指定されている。
2022年5月23日、国土交通省から産直港湾に認定されている。

## 歴史
中世から近世初頭にかけて遣明船や朱印船による日明貿易・南蛮貿易で栄華を極めた堺港と、古代から和泉国の国津としての歴史を持つ大津港が前身。大津港から泉北港への改称を経て、1969年3月に堺港と泉北港が統合され、特定重要港湾・堺泉北港となった。
2020年（令和2年）10月1日、大阪市と大阪府の港湾局の統合に伴い大阪港湾局の所管となる。

### 堺港

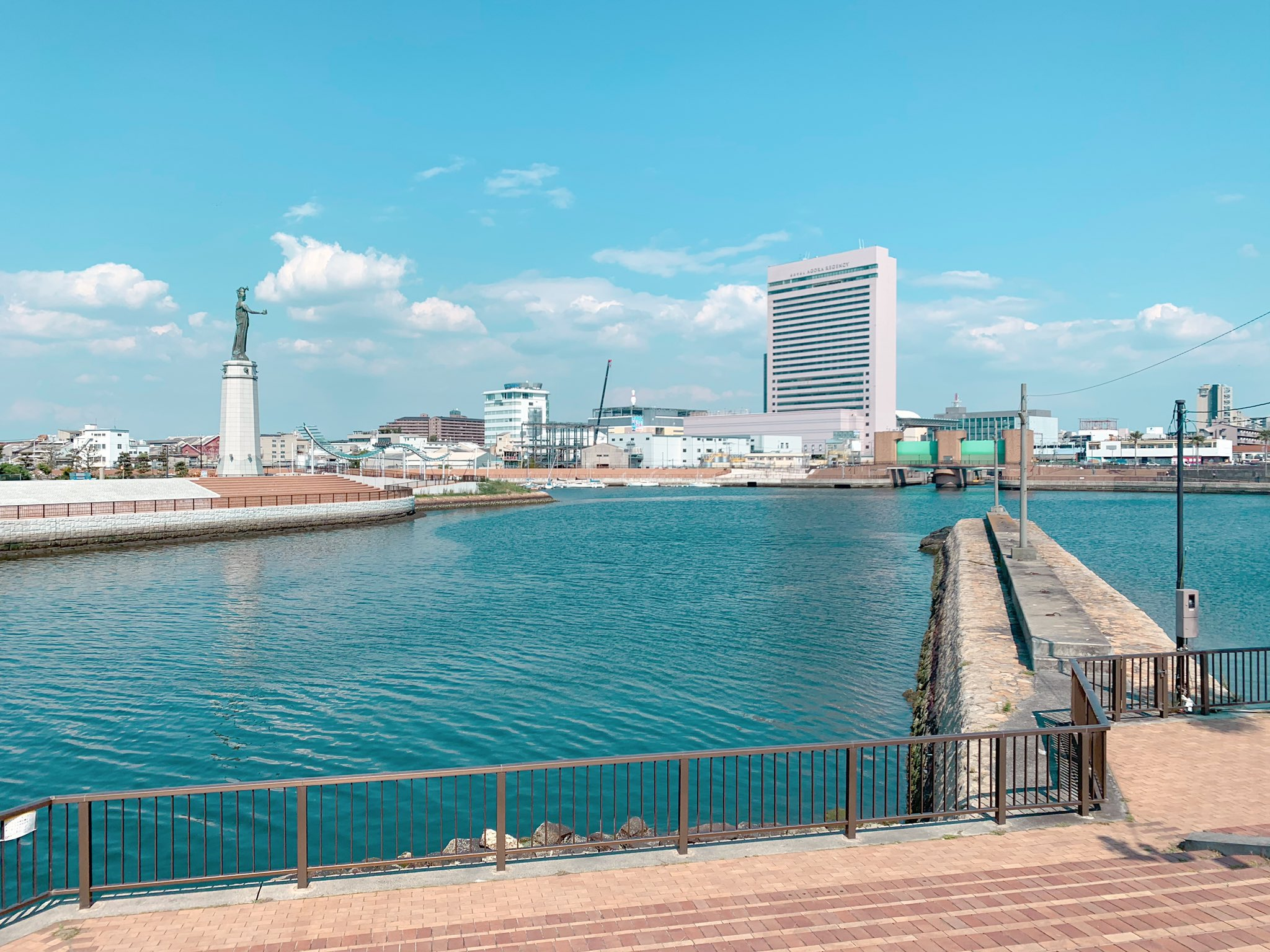
2000年に建立された『龍女神像』（左奥）

三津七湊の1つ。応仁の乱以降、遣明船は西軍に占領された兵庫津を避けて堺港を発着するようになり、16世紀に入ると堺商人たちの活躍で南蛮貿易の一大拠点へと発展した。しかし、大坂の陣によって堺市街は灰燼に帰し、江戸時代には鎖国政策と大和川付替えによる土砂の流入で港湾機能は完全に衰退した。もとは現在地よりやや北東の堺区海山町付近に位置していたが、寛政年間の復興により現在地に新たに構築された。明治以降も改良工事が行われてきたが、1934年9月の室戸台風で壊滅し、1936年に大阪府が改修した。1957年、大阪府議会が堺港大臨海工業地帯造成計画を可決。埋立造成工事が行われ、八幡製鐵堺製鐵所などを誘致し、臨海工業地帯の物流を支える港として整備された。1959年6月11日に重要港湾、1962年7月1日に特定重要港湾に指定された。臨海工業地帯造成以前の堺港は「旧堺港」として堺泉北港の一部となっているが、主にプレジャーボートの停泊地として利用されている。大波止の旧堺燈台、小波止の龍女神像がランドマークである。なお、もともとの龍女神像は、1903年の内国勧業博覧会に際し竹内久一の指導の下で長愛之、細谷三郎、本保義太郎により制作され、堺水族館前の噴水に設置されていた像である。水族館の廃止に伴い龍女神像も1974年に撤去されてしまったが、堺市の市制110周年を記念してあらためて復元されることになり、2000年に堺港の北波止に龍女神像が新設された。

### 大津港
和泉国府の外港として土佐日記や更級日記などに登場し、江戸時代には和泉木綿の積出港として活況を呈した。明治以降、後背地において毛布の製造が始まると、羊毛をはじめとする取扱貨物量が急増したため、1937年に泉北郡大津町（当時）によって埋立造成が行われ近代化された（港湾面積約23万m2(平方メートル)）。1961年、大阪府議会が泉北臨海工業地帯造成計画を可決。泉北郡高石町（当時）から泉大津市の沿岸部一帯を埋立て、工業港として整備された。1962年6月、臨港地区が助松地区や高石町にも拡大したことを受けて泉北港に改称された。臨海工業地帯造成以前の大津港も「旧大津港」として堺泉北港の一部となっているが、西港の沖合は埋立てられて東港のみ。さらに、東港の埠頭もきららタウン泉大津として宅地化しており、港湾機能は新港である小松埠頭に移っている。なお、西港沖合の埋立地のうち旧防波堤の外側は汐見埠頭の一部となっている。中央やや西港寄りに阪神高速4号湾岸線泉大津PAがあり、海側にきららセンタービル、陸側に関空泉大津ワシントンホテルの2つのビルが立っている。

## 港勢
取扱貨物量（2012年）、入港船舶総トン数（2011年）はいずれも全国11位、入港船舶隻数（2011年）は全国第27位である。
- 入港船舶数(2011年 平成23年大阪府港湾の港勢による)
  - 隻数：30,956隻（外航2,252隻、内航28,704隻）- 公共岸壁7,149隻、企業専用岸壁23,807隻
  - 総トン数：75,838千トン（外航49,492千トン、内航26,347千トン）

- 取扱貨物量（同上）
  - 67,254千トン（外貿28,541千トン、内貿38,713千トン〔うちフェリー9,173千トン〕）- 公共岸壁15,930千トン、企業専用岸壁51,324千トン
  - 輸出3,964千トン - 主な品目：石油製品1,818千トン、完成自動車798千トン、化学薬品579千トンなど。
  - 輸入24,577千トン - 主な品目：原油10,969千トン、LNG8,743千トン、石油製品1,807千トンなど。

- 外貿コンテナ取扱量（同上）
  - 78,052トン（輸入9,672トン、輸出68,380トン）- 取扱個数27,330TEU（輸入13,677TEU、輸出13,653TEU）

- 貿易額（平成19年 国税庁）
  - 輸出466,312,594千円（全国24位）
  - 輸入1,380,561,722千円（全国14位）

## 主な施設
- 塩浜埠頭 - 旧三宝村塩浜新田より。化学薬品、紙、パルプ、石材の取り扱いが多く、典型的な工業港である。
- 大浜埠頭 - 旧堺港に接する埠頭。砂利、砂の取り扱いの他、バナナや柑橘類を取り扱う堺青果センターは西日本最大の取扱能力がある。なお、通常大浜は旧堺港の南側を指す地名だが、大浜埠頭は旧堺港の北側に位置するので注意。
- 浜寺埠頭 - タグボートの拠点となっているほか、浜寺運河では泉州ドラゴンボートレース大会が行われる。対岸には浜寺公園の松林が広がる。
- 松の浜埠頭 - 鋼材、鉄スクラップの取り扱いが多い
- 小松埠頭 - 泉大津新港。阪神高速4号湾岸線泉大津出入口に近く、物流拠点となっている。鋼材、コークスの取り扱いが多い。
- 助松埠頭 - 小松埠頭の先に浮かぶ人工島。トライポートサザン21の愛称がある。関西国際空港からの航空貨物の取り扱い拠点を目指して整備が進んでいる。上海とのコンテナ定期便が週1便就航。コンテナ埠頭の整備が進んでおり、設備も新しく、堺泉北港において現在最も力が入れられている埠頭。
  - 泉大津港フェリーターミナル - 1972年に大阪府が出資する「堺泉北フェリー埠頭公社」により設立[10]、新門司港とを結ぶ阪九フェリーが発着。南海本線泉大津駅との間で無料バスがある他、なんば（OCAT）からの路線バスも運行している（岸和田観光バスが運行）。阪神高速4号湾岸線泉大津出入口に近い。
  - かつては1971年10月から1974年4月まで阪神バイパスフェリーによる神戸航路、1972年4月から1976年3月まで南海中央フェリー・関西汽船による志筑（淡路島）航路が運行されており、短距離2社が撤退しその間オイルショックにより大洋フェリーの苅田航路が大阪南港発着、オーシャンフェリーが東京航路を徳島-千葉に変更し泉州徳島フェリーが徳島航路計画を断念、神原汽船が福山航路を断念し1976年3月以降航路が皆無となり、その後阪九フェリーからの打診を受けて1975年に協定書を締結し1978年より阪九フェリーの大阪府側の発着地として定着している[10]。
- 汐見埠頭 - 旧大阪砲兵工廠大砲試験場（大津台場）地先の埠頭。砂、砂利の搬入や自動車（特に中古車の輸出）、鋼材の積み出しが多い。沖合の廃棄物最終処分場後の埋め立て地（約6万m2）は全面アスファルト舗装され、隣接する約4万m2の芝生広場と共に大規模屋外イベントスペース「泉大津フェニックス」として、RUSH BALLやオーガスタキャンプ2008などのロック・フェスティバル会場として使用されている。

## 姉妹・友好港
- 友好港 - 1983年、中国・連雲港（連雲港市は堺市の友好都市）